# عباسا
عباسا، روستایی است از توابع بخش مرکزی شهرستان نور در استان مازندران ایران.

## جمعیت
این روستا در دهستان ناتل‌کنار علیا قرار دارد و براساس سرشماری مرکز آمار ایران سرشماری عمومی نفوس و مسکن ، جمعیت آن ۲۳۸۰ نفر (۵۶۲خانوار) بوده‌است.